# Obra artística d'Antonio Rotta
Aquesta és una llista de pintures de Antonio Rotta, (28 de febrer de 1853 – 10 de setembre de 1895), un dels grans artistes de la Pintura de gènere italià.

## Pintures
| Imatge                                   | Detalls (ordenats per data) | Descripció | Exposicions |  |
| ---------------------------------------- | --- | --- | --- |  |
| Baccanale Chioggiotto                    | Baccanale Chioggiotto 1857 Oli sobre tela 193 × 134 cm Col·lecció Farnesina Ministeri d'Afers Exteriors, Ambaixada d'Itàlia a Portugal, Lisboa, Portugal    | Pintura de gènere L'obra inicialment pertanyent a la "Col·lecció Reial de la Casa de Savoia", es va exposar després a la Galeria Savoia dels Museus Reials de Torí i, l'any 1927, sota la possessió del Ministeri d'Afers Exteriors italià, es va exposar a el Salone degli Sposi Sala dell' Ambaixada d'Itàlia a Portugal a la ciutat de Lisboa, testimoni de la història de l'art italià. Antonio Rotta és conegut com “el pintor filòsof” però també com el “pintor de balades venecianes”, transformant la representació pictòrica en poesia i la narració del mirall social de l'època, amb crítica social. | - Exposició Universal de Viena de 1873 - Fotografia (realitzada per Carlo Naya) a la col·lecció de la Fondazione Musei Civici di Venezia                                                                       |  |
| A Venetian water fete                    | A Venetian water fete 1872 Oli sobre tela 172 × 106 cm Fondazione Musei Civici di Venezia                                                                   | Pintura de gènere L'obra d'art descriu la típica festa veneciana, probablement durant la festa del Redemptor, amb dues barques juntes i músics a la llacuna de Venècia a Itàlia. Antonio Rotta és un dels pintors en comparació amb un poeta de les balades venecianes, descriu la vida quotidiana i els sentiments de Venècia en aquesta època. | - 1873, Exposició Universal de Viena |  |
| A Venetian water fete                    | La festa del Redentore 1863 Oli sobre tela | Pintura de gènere | |  |
| Derrotat a la regata                     | Derrotat a la regata 1858 Oli sobre tela 155.2 × 186.50 cm Pinacoteca di Brera, Milà                                                                        | Pintura de gènere L'any 1860 a Torí, Antonio Rotta va despertar l'entusiasme i l'emoció del públic pel "caçador dol que cuida el seu gos moribund", que no es va vendre a causa de l'elevat preu de 3.000 lires (250 napoleons d'or), el preu més alt del període trobat. durant tota l'exposició de Venècia. L'obra va ser molt aplaudida per Carlo Tenca. A "La pàgina avorrida", creada en seqüència amb "La pàgina profana", un crític va llegir el Risorgimento i les al·lusions polítiques antiaustríaques i l'artista va ser tractat com un "pintor filòsof", capaç d'inculcar nobles "idees superiors" a la infància. | - 1979, Art Gallery Walters, Baltimore, Palazzo della Gran Guardia (Verona, Italy), Ed. Fernando Mazzocca, Giuseppe Mazzariol, Sergio Marinelli                                                                |  |
| The Hopeless Case                        | The Hopeless Case 1871 Oli sobre tela 63,5 × 72 cm Walters Art Museum, Baltimora, USA                                                                       | Pintura de gènere Una jove que porta un típic xal venecià escolta el sabater, que li explica l'estat desesperat de la seva bota. Antonio Rotta va interpretar aquest interior desordenat amb detalls característics de la Venècia de l'època. L'obra "El cas sense esperança" explica l'època en què es van reparar les coses, perquè no hi havia prou diners per comprar-ne de noves. Sobretot les sabates. Embolicada amb el seu xal de colors, la noia escolta la sentència del sabater, que decreta la impossibilitat de reparar una altra vegada aquella bota. Per aquest motiu el quadre es va anomenar inicialment "Sense fugida". En la mirada trista, en el cap inclinat, en les mans ben agafades, es pot sentir tot el pes de la pobresa. Rotta va pintar sovint escenes tendres, forts d'empatia, incloent nens o gent gran en escenaris venecians, convertint-se en el narrador visual més gran de Venècia de la història.           | - From Ray to Raphael: The Walters Story, The Walters Art Museum, Baltimore, 2014-2016. - A Baltimorean in Paris: George A. Lucas, 1860-1090, The Walters Art Gallery, Baltimore, 1979                         |  |
| La morte del pulcino                     | La morte del pulcino 1878 Oli sobre tela 52,5 × 61,5 cm Museu d'Art Modern i Contemporani de Trento i Rovereto, Trento, Itàlia                              | Pintura de gènere Rotta sempre s'ha interessat en la representació de la veritable vida quotidiana. Mostra el primer moment en què mor la innocència dels nens. Veuen la mort d'un pollet. | |  |
| Il topo catturato                        | Il topo catturato 1878 Oli sobre tela 62.6 × 48.5 cm Museu Galeria Moràvia de Brno, República Txeca                                                         | Pintura de gènere | |  |
| The Devoted Child                        | Silenzio eloquente 1850 Oli sobre tela 26 × 36 cm Museo GAM Verona                                                                                          | Pintura de gènere L'obra d'art descriu el típic entorn venecià noble du XVIIIème siècle la scène se déroule en una sala amb un noble vénitien assis en una chaise à trois pieds penjant que la dame va encendre la correspondència. | |  |
|                                          | The Devoted Child 1885 Oli sobre tela 52.39 × 66.04 cm Milwaukee Art Museum, Milwaukee, Wisconsin, United States                                            | Pintura de gènere Una noia que porta un xal venecià escolta mentre el sabater informa sobre l'estat desesperat de la seva bota. L'artista ha mostrat l'interior desordenat amb detalls característics. | - Um baltimoreano em Paris: George A. Lucas, 1860-1909, A Galeria de Arte Walters, Baltimore, 1979 - De Rye a Raphael: La storia del Walters, Walters Art Museum di Baltimora, 2014-2016.                      |  |
| La bambina ritrovata a Venezia           | La bambina ritrovata a Venezia 1858 Oli sobre tela 89 × 79 cm Civico Museo di storia e arte, Trieste                                                        | Pintura de gènere Rotta està interessat en la representació de la vida quotidiana real, amb una visió profunda de l'ànima humana. És el bodegó en què mor la innocència dels nens juntament amb el coneixement de la seva vida. Potser la dama, que mira al cel al mateix temps meravellada i agraïda, reconeix un afecte en la noia de la roba desordenada, la fesomia de la qual es suggereix en el marc de la consola Gemälde. Prop del mateix cònsol hi ha un gran gerro de porcellana xinesa, per connotar la riquesa i el refinament del mobiliari. Una noia rica que es perd al món i per primera vegada sent una sensació de consternació. Rares i precioses són les pintures d'obres que ofereixen escenes de vida en ambients rics, ja que Rotta va ser el cantant intens de l'ànima popular, de la gent humil, dels llocs i dels ambients domèstics pobres i quotidians de Venècia que va conèixer en el seu essència de la intimitat. | - Museo d’arte orientale, Trieste, 2013 |  |
| A man and his dog                        | A man and his dog, Meditazione 1860 Oli sobre tela 75 × 76 cm Museu Revoltella, Trieste, Itàlia                                                             | Pintura de gènere | |  |
| Meditation in Venice                     | Meditation in Venice 1875 Oli sobre tela 67 × 56 cm Museu Revoltella, Trieste, Itàlia                                                                       | Pintura de gènere | |  |
| The little girl playing with a butterfly | Silenzio eloquente 1860 Oli sobre tela 75 × 76 cm Museo Bottacin, Padova, Itàlia                                                                            | Pintura de gènere | |  |
| La Carità                                | La Carità 1851 Oli sobre tela 57,5 × 65 cm Museu Històric del Castell de Miramar, Trieste, Itàlia                                                           | Pintura de gènere | |  |
| La Donna oziosa                          | La Donna oziosa 1850 Oli sobre tela 53 × 42 cm Museu Palazzo Attems Petzenstein, Museus de Gorizia, pintures italianes, Gorizia, Itàlia                     | Pintura de gènere El quadre és un elegant retrat de bust d'una dona jove, el cap recolzat a la mà dreta en una actitud de meditació malenconiosa. El seu cabell ros està lligat cap enrere i adornat amb un pentinat elaborat amb una cinta de vellut blau i una rosa blanca. La dona porta un collaret de perles al cap, porta un vestit blanc lleuger i gairebé transparent, deixa l'espatlla descoberta i el pit esquerre abundantment al descobert. | |  |
| La Bua                                   | La Bua 1869 Oli sobre tela | Pintura de gènere | - XVIII Biennal de Venècia 1932 Exposició Internacional d'Art |  |
| Lovers in Venice                         | Lovers in Venice 1862 Oli sobre tela | Pintura de gènere | |  |
| Venice canal with vendor                 | Venice canal with vendor Oli sobre tela | Pintura de gènere | |  |
| La vecchia nonna                         | La vecchia nonna 1869 Oli sobre tela 52 × 41 cm Museo Revoltella Trieste (inv. 154)                                                                         | Pintura de gènere Les velles dels quadres de Rotta, comentava el crític Cantalamessa a la revista “Emporium” l'any 1904, són admirables pel seu caràcter i claredat. Es pot sentir la voluptuositat amb què va estudiar els rostres solcats pels anys, les mans angulars, el moviment de les quals completa l'expressió del rostre, l'actitud que resulta del vigor minvant i la pèrdua d'elasticitat de les extremitats. L'obra representa amb gust fotogràfic per les dades realistes, la imatge de l'àvia decidida a entaular una conversa directa amb l'observador. Ens atrauen la versemblança de la cara i les mans, com la precisió amb què es descriuen tots els detalls, la roba, la consistència de la tela refinada vorejada amb encaix transparent (semblaria un xal de seda) agafat a la mà. | |  |
|                                          | In Sacrestia 1865 Oli sobre tela 61 × 52 cm Museo Revoltella Trieste (inv. 2601)                                                                            | Pintura de gènere | |  |
|                                          | Ragazzina ambiziosa Oli sobre tela 67 × 56 cm Museo Revoltella Trieste (inv. 655)                                                                           | Pintura de gènere | |  |
|                                          | Padrone che cura il cane 1861 Oli sobre tela 61 × 72 cm Museo Revoltella Trieste (inv. 5022)                                                                | Pintura de gènere | |  |
|                                          | Cane ammalato con padrone 1871 Oli sobre tela 61 × 72 cm Museo Revoltella Trieste (inv. 5023)                                                               | Pintura de gènere | |  |
| La cura del cane                         | La cura del cane 1866 Oli sobre tela 62 × 52 cm Pinacoteca della Fondazione Cassa di Risparmio di Gorizia                                                   | Pintura de gènere “Les cures al gosset soldat ferit” | - 2008, "Le Meraviglie di Venezia. Dipinti del '700 in collezioni private", Palazzo della Torre, Gorizia, 2008 - 2013, Antonio Rotta tra dipinti di genere e pittura risorgimentale, Cassa di Risparmio Carigo |  |
|                                          | Il cane ritorna a casa 1866 Oli sobre tela 62 × 52 cm Pinacoteca della Fondazione Cassa di Risparmio di Gorizia                                             | Pintura de gènere “El gosset portat a casa” | - 2008, "Le Meraviglie di Venezia. Dipinti del '700 in collezioni private", Palazzo della Torre, Gorizia - 2013, Antonio Rotta tra dipinti di genere e pittura risorgimentale, Cassa di Risparmio Carigo       |  |
| Veduta di Venezia: Porta d’acqua         | Veduta di Venezia: Porta d’acqua 1867 Oli sobre tela 39.1 × 60 cm Museo Fondazione Palazzo Coronini Cronberg, Gorizia                                       | Pintura de gènere | |  |
|                                          | La Carità ai mendicanti 1850 Oli sobre tela 29 × 23 cm Museu Palazzo Attems Petzenstein, Museus de Gorizia, pintures italianes, Gorizia, Itàlia             | Pintura de gènere | |  |
|                                          | Bambino venditore ambulante 1850 Oli sobre tela 43 × 35 cm Museu Pinacoteca Civica Villa de Brandis, San Giovanni al Natisone, Itàlia                       | Pintura de gènere | |  |
|                                          | Mendicante 1853 Oli sobre tela 40 × 34 cm Museu Pinacoteca Civica Villa de Brandis, San Giovanni al Natisone, Itàlia                                        | Pintura de gènere | |  |
|                                          | Calzolaio 1878 Oli sobre tela 40.5 × 35.5 cm Museu Provinciali di Borgo Castello, Gorizia, Itàlia                                                           | Pintura de gènere | |  |
| Ritratto d’uomo Carlo Favetti            | Ritratto d’uomo Carlo Favetti 1869 Oli sobre tela 63 × 52 cm Museu Provinciali di Borgo Castello, Gorizia, Itàlia                                           | Pintura de gènere | |  |
|                                          | Ritratto d’uomo 1850 Oli sobre tela 29 × 23 cm Museu Palazzo Attems Petzenstein, Museus de Gorizia, pintures italianes, Gorizia, Itàlia                     | Pintura de gènere | |  |
|                                          | Ritratto d’uomo 1870 Oli sobre tela 44.5 × 36 cm Museu Palazzo Attems Petzenstein, Museus de Gorizia, pintures italianes, Gorizia, Itàlia                   | Pintura de gènere | |  |
|                                          | Ritratto d’uomo Francesco Pfeifer 1870 Oli sobre tela 60.5 × 47 cm Museu Palazzo Attems Petzenstein, Museus de Gorizia, pintures italianes, Gorizia, Itàlia | Pintura de gènere | |  |